# Zeno van Byzantium
Flavius Zeno (? - 9 april 491), ook wel genoemd Zeno de Isauriër (Grieks: Ζήνων; Latijn: Flavius Zeno), geboren als Tarasicodissa, was keizer van het Oost-Romeinse rijk van 9 februari 474, vanaf 480 keizer van het hele Romeinse rijk,  tot aan zijn dood op 9 april 491 (met onderbrekingen).
Zeno was een generaal van Isaurische afkomst, die door sommige Romeinen werd beschouwd als een barbaar. Onder Leo I was aan de Isauriër de belangrijke positie van magister militum gegeven als tegenwicht tegen de generaal Aspar, die veel macht naar zich toe had getrokken. Omwille van zijn afkomst zou Zeno altijd aangezien worden als een buitenstaander en in de bronnen komt hij dan ook naar voor als een van de meest onpopulaire keizers ooit. Zijn gezag werd ook meermaals ondermijnd door onder andere staatsgrepen.
Zeno trouwde met Ariadne, de dochter van Leo I en samen kregen ze twee zoons: Leo en Zeno, hij zou hen beiden overleven. Leo II, de zevenjarige opvolger van Leo I, stond natuurlijk onder bestuur van zijn vader, die medekeizer werd in februari 474. In november 474 stierf Leo II en zo kreeg Zeno de keizerstitel (niet voor lang). Door allerlei intriges werd Zeno's positie als keizer ondermijnd. In naam was hij keizer van het hele Romeinse Rijk, maar feitelijk heerste hij alleen over het oostelijke deel van het rijk.

## Opvolgingskwestie
Verina, de weduwe van Leo I, kreeg van Zeno niet de toelating om met haar geliefde Patricius te trouwen. Dit is het begin van een jarenlange vete (474-484). Eerst met haar broer Basiliscus, die de keizerstroon zelfs usurpeerde, waardoor Zeno gedwongen werd de hoofdstad Constantinopel te ontvluchten (475-476). Hij zou uiteindelijk terug kunnen keren naar de stad, met steun van Illus, een landgenoot van Zeno. Verina probeerde het dan via de man van haar dochter Leontia Porphyrogenita, Marcianus in 479. Jaren lang at Zeno uit de handen van Illus, omdat hij zijn broer Flavius Longinus had geschaakt. In 483 was de maat vol en verbande hij Illus van het hof. Illus samen met Verina poogden nog eens via een usurpator, Leontius, hem van de troon te stoten. Verlost van Verina in 484 en van Illus in 488 kon hij zich eindelijk met regeren bezig houden.

## Val van het West-Romeinse Rijk en Theodorik de Ostrogoot
Na de Val van het West-Romeinse Rijk was het westelijk rijk in afzonderlijke delen uiteengevallen. Bijna overal hadden de foederati het nu voor het zeggen. In Italia, het centrum, heerste de voormalige opperbevelhebber van het westelijke leger, de Germaan Odoaker, als koning, onafhankelijk van Zeno. Zeno wilde Italia, het kerngebied van het Romeinse Rijk weer terug brengen in zijn invloedzone en gaf aan de Ostrogoot Theodorik de Grote de toelating/opdracht, het Rijk van Odoaker te veroveren, wat hij niet zou meemaken.

## Religie
Keizer Zeno had ook te kampen met religieuze problemen in zijn rijk. Binnen het christendom ontstonden geleidelijk aan verschillende visies op de leer. Zo was er het monofysitisme, dat benadrukte dat Christus slechts één natuur kende, namelijk een goddelijke natuur (en geen menselijke). Tegen de monofysieten kwamen al gauw verschillende clerici in opstand en het rijk werd verdeeld tussen monofysieten en aanhangers van het Concilie van Chalcedon. Zeno wou de strijdbijl tussen beide stromingen begraven en vaardigde het Henotikon uit: een keizerlijk edict dat religieuze eenheid in het hele rijk voorschreef.

## Dood en opvolging
Zeno stierf in 491 zonder mannelijke erfgenaam. Zijn weduwe Ariadne hertrouwde met een zekere Anastasius, die werd uitgeroepen tot keizer, dit tot groot ongenoegen van zijn broer Longinus.

## Religieuze spanning
- Henotikon
- Acaciaans schisma